# Nagyboldogasszony-templom (Verebély)
A verebélyi Nagyboldogasszony tiszteletére szentelt római katolikus templomot 1898-ban kezdték építeni neoromán stílusban és 1901. augusztus 15-én szentelték fel. A három hajós templom tervező építésze Czigler Győző, az építkezés mecénása pedig Vaszary Kolos hercegprímas volt.
A templom mai helyén a középkorban a Szent Adalbert-templom állt, mely a mezőváros és a verebélyi szék lelki központja volt. Először 1346-ban említik a plébániatemplomot. A 16. századi vizitációk kiemelték rossz állapotát (például torony), amit valószínűsíthetően a török betörések okoztak. A török kori verebélyi erődön belül helyezkedett el, egyúttal a templomot is védve. Épp emiatt az erőddel együtt azt is felégették. A korábbi barokk templom nagymértékben sérült az 1845-ös tűzvészkor. 1898-ban a rossz műszaki állapotára hivatkozva lebontották.
A bejárat két oldalán lévő Szent Péter és Pál szobrot 1841-ben készítették a nyitrai ferences templom oltára számára (mivel az eredetileg a Péter és Pál kápolna helyén épült), de súlyuktól a kripta boltíve megrepedt és 1845-ben el kellett távolítaniuk. 1860-ban 20 aranyért vásárolta meg a ferencesektől a verebélyi plébánia.

## Galéria

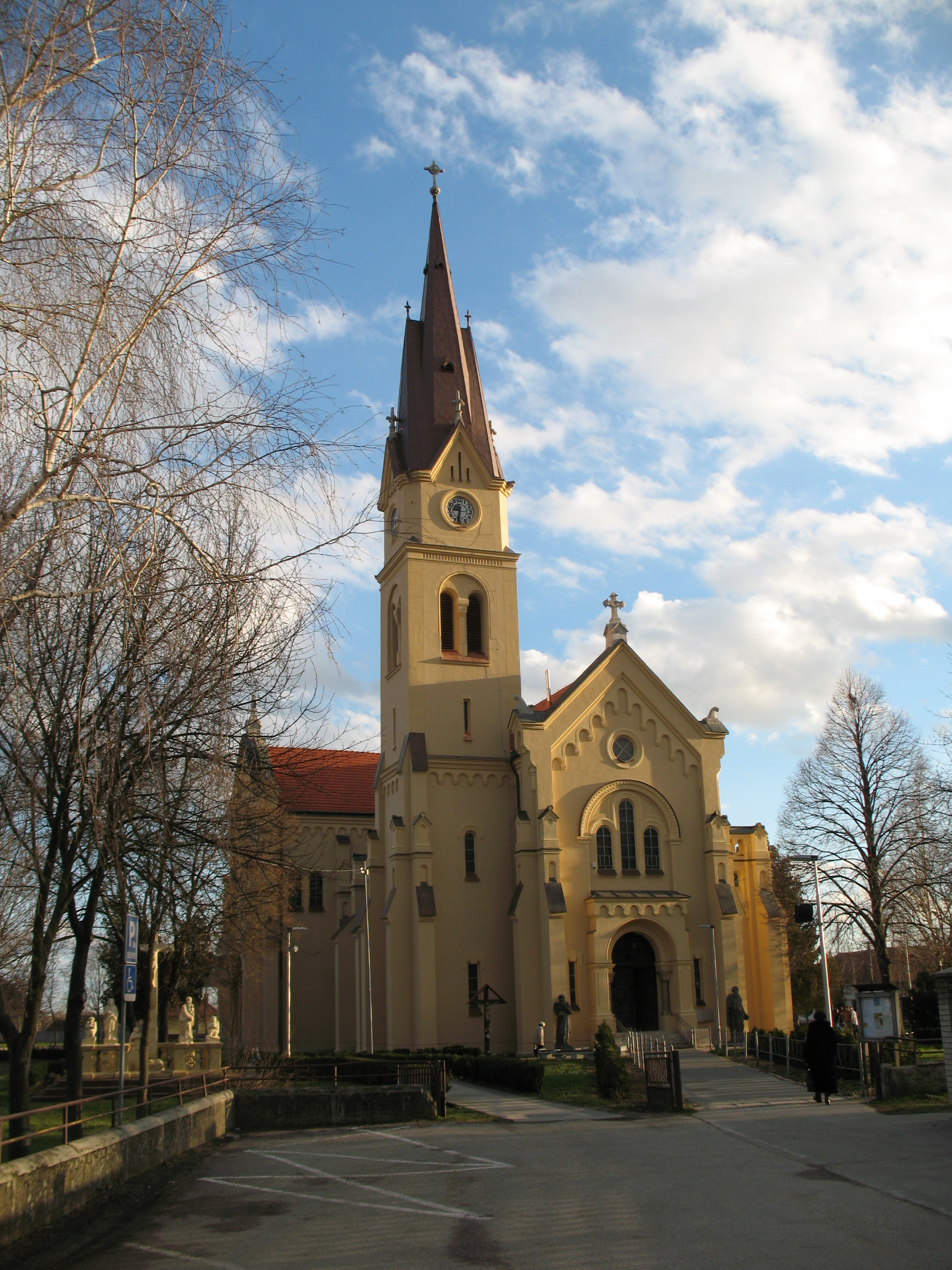
mai állapot
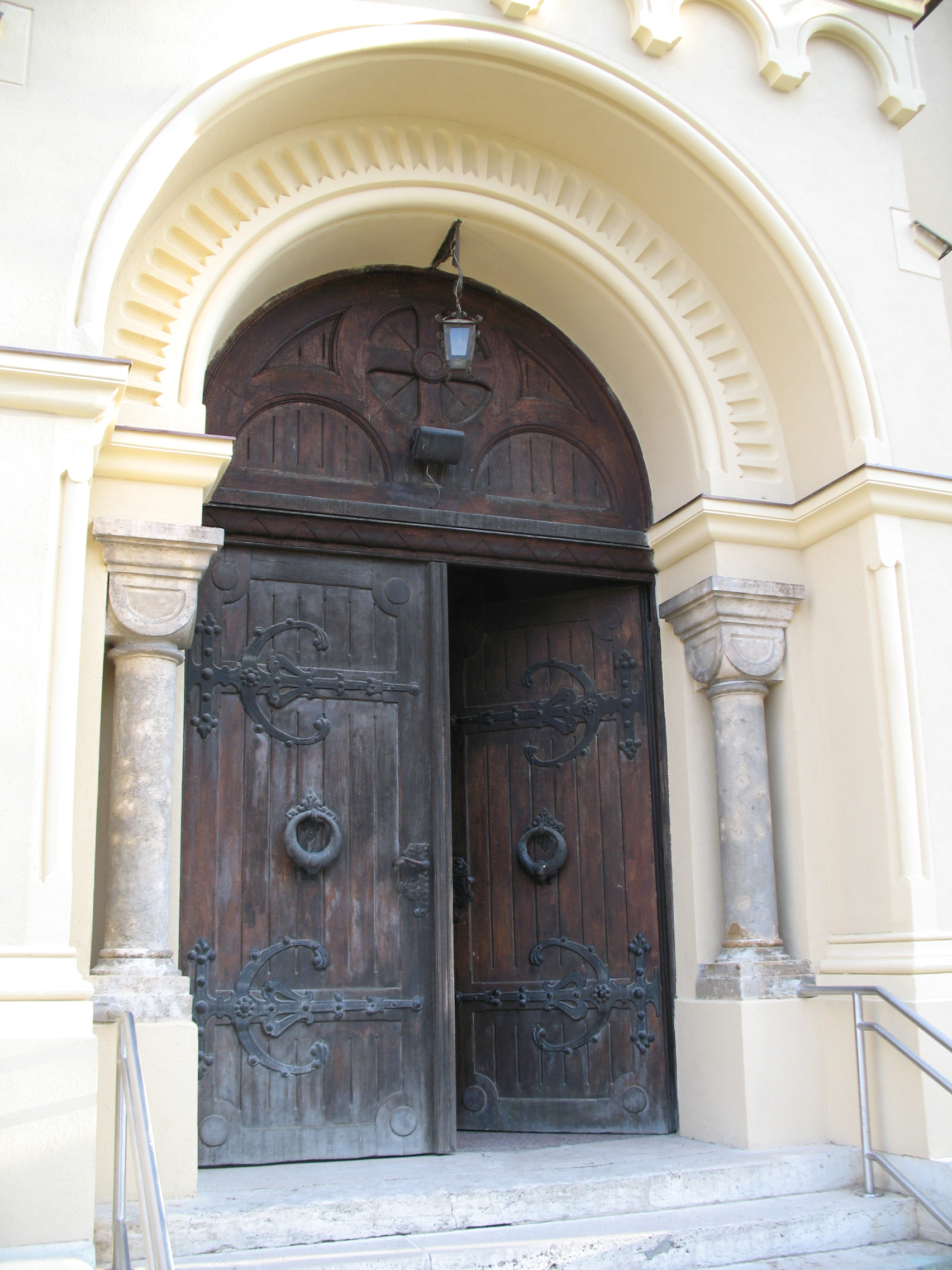
templomkapu